# Alpha Games
Alpha Games —en español: Juegos Alfa— es el sexto álbum de estudio de la banda británica Bloc Party, que se lanzó el 29 de abril de 2022. Es el primer álbum de estudio de la banda desde Hymns (2016). En particular, es el primer álbum con contribuciones significativas de los miembros de la banda Justin Harris y Louise Bartle, quienes se unieron a la banda en 2015.

## Antecedentes
El 22 de enero de 2020, el cantante principal Kele Okereke anunció en sus cuentas personales de redes sociales que Bloc Party había comenzado a escribir un nuevo álbum en las últimas semanas. El 23 de noviembre de 2021 anunciaron oficialmente el álbum y lanzaron el primer sencillo "Traps" el mismo día. Hablando sobre "Traps", Okereke dijo: "Desde el momento en que escribimos 'Traps', sabíamos que tenía que ser lo primero que la gente escuchara de este álbum; tocarlo en las pruebas de sonido de nuestra última gira antes de que terminara y escuchar cómo sonaba en esas grandes salas y al aire libre". El álbum se lanzó el 29 de abril de 2022. Alpha Games fue producido por Nick Launay y Adam Greenspan  bajo el sello discográfico Infectious Music/BMG Rights Management. El 26 de enero de 2022 se lanzó un segundo sencillo, "The Girls Are Fighting", y el video musical correspondiente se lanzó el 28 de enero. El 25 de febrero, se lanzó el tercer sencillo "Sex Magik".

## Lista de canciones
Todas las canciones escritas y compuestas por Justin Harris, Kele Okereke, Russell Lissack y Louise Bartle. 
| N.º | Título                      | Duración |  |
| 1.  | «Day Drinker»               | 3:13     |  |
| 2.  | «Traps»                     | 2:54     |  |
| 3.  | «You Should Know the Truth» | 3:01     |  |
| 4.  | «Callum Is a Snake»         | 1:59     |  |
| 5.  | «Rough Justice»             | 3:13     |  |
| 6.  | «The Girls Are Fighting»    | 3:55     |  |
| 7.  | «Of Things Yet to Come»     | 4:03     |  |
| 8.  | «Sex Magik»                 | 3:26     |  |
| 9.  | «By Any Means Necessary»    | 2:49     |  |
| 10. | «In Situ»                   | 2:55     |  |
| 11. | «If We Get Caught»          | 3:14     |  |
| 12. | «The Peace Offering»        | 4:51     |  |

## Personal
Bloc Party
- Kele Okereke - voz principal, guitarra rítmica
- Russell Lissack - guitarra principal
- Justin Harris - bajo, sintetizadores
- Louise Bartle - batería,